# Rafael Michelini Delle Piane
Rafael Michelini Delle Piane (Montevideo, 30 d'octubre de 1958) és un polític uruguaià, actual senador de la República pel Front Ampli.

## Biografia
És el setè fill del també polític Zelmar Michelini, qui va ser assassinat a Buenos Aires durant la dictadura militar uruguaiana (1973-1985), i d'Elisa Delle Piane Iglesias. Rafael és un dels activistes que van defensar el dret de les famílies dels homes desapareguts o assassinats durant la dictadura a trobar les restes mortals i condemnar als responsables.
El 1984, en celebrar-se les primeres eleccions democràtiques en dotze anys, Michelini va ser elegit edil pel Front Ampli en representació del departament de Montevideo. Cinc anys després, va acompanyar a Hugo Batalla Parentini en la fundació del Nou Espai, un moviment centre-esquerrà originalment independent que més tard es va unir al Front Ampli. No obstant això, es va oposar a l'aliança de Batalla amb el candidat presidencial del Partit Colorado, Julio María Sanguinetti Coirolo, pel que es va separar d'aquest al costat d'altres dissidents del mateix partit.
Va ser candidat a la presidència del país durant les eleccions generals del 1994 i les presidencials i legislatives del 1999. El 2003 va arribar a un acord amb el seu vell partit i en va crear una coalició política amb el Front Ampli coneguda com a "Nova Majoria". Un any després, el FA va guanyar les eleccions i Michelini va aconseguir-ne el càrrec de senador en representació de la seva coalició.
El 2009 va donar suport als candidats del FA, primer a Danilo Astori i, en no sortir elegit en les primàries de juny, a José Alberto Mujica Cordano.